# 그대의 투정
〈그대의 투정〉는 대한민국의 남매듀엣 현이와 덕이의 두번째 정규 음반 《너나 좋아해 나너 좋아해》의 A면 3번 트랙으로 발표된 곡이다. 작사는 장덕이, 작곡은 장현이 하였다.